# Synagogue de Bad Brückenau (1913-1938)

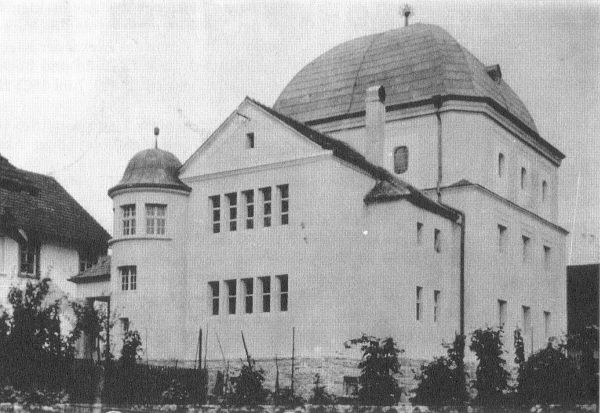
La synagogue de Bad Brückenau dans les années 1920

La synagogue de Bad Brückenau, inaugurée en 1913, a été détruite en 1938 lors de la Nuit de Cristal comme la plupart des autres lieux de culte juif en Allemagne.
Bad Brückenau est une petite ville thermale allemande, de l'arrondissement de Bad Kissingen, district de Basse-Franconie, dans le Land de Bavière, à environ cent kilomètres à l'est de Francfort-sur-le-Main et 80 km au nord de Wurtzbourg. Initialement dénommée Brückenau, elle ne prend le nom officiel de Bad Brückenau qu'en 1970 en intégrant la station thermale. Elle compte actuellement près de 6 800 habitants.

## Histoire de la communauté juive

### XVIeetXVIIesiècles: la première communauté
Quelques familles juives vivent à Brückenau depuis le XVIe et le XVIIe siècle, et ont alors fondé une communauté. De 1524 à 1527, le nom du Juif David de Brückenau est cité à plusieurs reprises, avant qu'il n'aille s'installer à Zeitlofs, distant d'une dizaine de kilomètres. Dans les  décennies suivantes, plusieurs familles sont mentionnées, dont celle du Juif Mosche d'Ilmenau à partir de 1558, celle du Juif Salomon de Brückenau, facteur à la cour de la comtesse Helene von Hanau, à partir de 1561, et le Juif Irmoldt de Brückenau depuis 1588. En 1576, six ou sept familles juives sont installées en ville et en 1600, il y a environ 8 à 10 familles, ce qui pour un nombre total d'habitants estimé à 500 personnes, représente environ 10 pour cent de la population de la ville. À cette époque, les Juifs vivaient certainement dans la Judengasse (ruelle aux Juifs), qui existe toujours de nos jours.
Au début du XVIIe siècle, on compte 11 foyers juifs. Les chefs de famille vivent principalement du commerce des chevaux, d'objets en or et en argent, du travail des peaux et du cuir et un peu du commerce des fruits. La communauté possède une synagogue, une école et un cimetière, et emploie un enseignant qui sert aussi d'officiant.
En 1671, les Juifs de Brückenau sont expulsés de la ville, comme dans tout l'évêché de Fulda. Seules cinq familles sont autorisées à rester à Fulda et une à Neuhof. Les familles de Brückenau s'installent pour la plupart à Züntersbach, Unterriedenberg ou Geroda.

### Avant l'avènement du nazisme
À partir des années 1720, des Juifs se réinstallent en ville. Les deux premiers sont Isaak Sißel d'Uttrichshausen et Heyum Levi de Weyhers. Dans les années qui suivent quelques familles juives vont s'y installer. En 1763, il y a quatre familles, en 1789, cinq familles, celles de Hejum Joseph, de David Samuel, de Meyer Löb et de Meyer Levi.
Mais le nombre de familles juives reste faible pendant la première moitié du XIXe siècle en raison de l'enregistrement des Juifs de Bavière jusqu'en 1867, imposant un quota de trois ou quatre familles à Brückenau. En 1803, il y a quatre familles, celles de Löb Feibel, de Schneegold, de Meyer Hirsch et de Meyer Levi, ce dernier occupant le poste d'enseignant des Juifs. Les familles vivent du commerce de bétail, de fournitures diverses et de produits de récolte. En 1817, trois familles sont enregistrées: Joseph David Cahner (commerce de bétail et d'ustensiles), Jendelge, veuve de Feibel Mosbacher (commerce de bétail) et Maier Löb Sommer (produits secs et boucherie).
À partir de l'abolition de l'enregistrement, en 1867, le nombre de résidents juifs va rapidement progresser: en 1867, il y a 19 habitants juifs pour une population totale de 1 571 habitants, soit 1,2 pour cent. En 1880 il y a 55 Juifs sur un total de 1 654 habitants, soit 3,3 pour cent ; en 1900, 114 sur un total de 1 627  habitants soit 7,0 pour cent ; en 1910, 124 habitants juifs sur un total de 2 098 soit 5,9 pour cent. Les familles juives viennent entre autres de Züntersbach, de Leichtersbach, Schondra, Geroda  ou de Schmalnau (de).       
La communauté juive possède une salle de prière qui sera remplacée en 1913 par une synagogue, une école religieuse, un mikvé (bain rituel) et un cimetière. L'enseignant religieux est aussi employé comme Hazzan (chantre) et comme abatteur rituel. Ce poste est occupé par David Lehmann (de 1877 jusqu'à 1922), puis par Samuel Gundersheimer (de 1922 à 1939).
Jusqu'en 1892-1893, la communauté est rattachée du point de vue religieux au rabbinat régional de Gersfeld, puis à partir de cette date à celui de Bad Kissingen. 
Pendant la Première Guerre mondiale, la communauté juive perd quatre de ses membres, tombés au champ d'honneur. 
Les curistes juifs trouvent dans la ville thermale de Bad Brückenau trois hôtels, respectant strictement les préceptes religieux: l'hôtel de la famille Kaufmann (depuis 1876), l'hôtel Strauss (depuis 1900, anciennement hôtel Kullmann) et à Brückenau même, le Central-Hôtel de Josef Schuster (depuis 1923).
En 1924, la communauté comprend 128 personnes, dont 120 habitent à Brückenau et huit dans la station thermale de Bad Brückenau, soit 5,3 pour cent de la population totale de 2 393 résidents, avec pour présidents Nathan Grünebaum et Max Goldschmidt. L'école religieuse accueille dix enfants. En 1932, le président de la communauté est  Salomon Stern et le vice-président Max Goldschmidt. Samuel Gundersheimer est l'enseignant et en même temps le Hazzan et le secrétaire du bureau de la communauté. Pendant l'année scolaire 1931-1932, huit enfants juifs suivent les cours de l'école primaire juive, et 16 enfants suivent les cours de religion. L'association Chewro, œuvre de charité fondée en 1924 dans le but d'aider ceux dans le besoin, dirigée en 1932 par Abraham Grünebaum, comprend une quarantaine de membres. 

### La période nazie
En 1933, lors de l'arrivée au pouvoir du parti nazi, 117 Juifs habitent à Brückenau (soit 4,8 pour cent de la population totale de 2 462), dont 14 à Wernarz. En raison du boycott économique, de la privation croissante des droits civiques et des multiples mesures discriminatoires, de nombreux membres de la communauté quittent la ville. Les organes de la communauté continuent à fonctionner malgré les difficultés croissantes. En 1936, il y 15 élèves à l'école élémentaire juive, en tenant compte des élèves de Zeitlofs et d'Unterriedenberg.
En juin 1933, des rumeurs insidieuse circulent que les hôtels juifs de Bad Brückenau sont fermés.  Les hôteliers sont obligés de publier des démentis dans les journaux: 
« On nous demande de préciser ce qui suit: Il règne dans notre communauté l'idée fausse que divers hôtels juifs ne seront pas ouverts cette année pour la saison. Nous devons nous opposer avec toute notre énergie à cette idée fausse. Les hôtels juifs, et plus particulièrement ceux qui suivent les rituels, doivent dans les conditions actuelles, comme chacun d'entre nous, lutter doublement pour leur existence, en faisant de lourds sacrifices afin d'offrir à leurs clients un cadre confortable, paisible et libre de tout problème, surtout en ce qui concerne les repas rituels, afin de garantir un séjour agréable.

En particulier à Brückenau, qui est connu depuis des décennies comme une station thermale de renommée mondiale pour les reins et la vessie, ainsi que pour ceux qui ont un besoin de remise en forme, située dans cadre idyllique et d'une beauté incomparable, les propriétaires des hôtels Kaufmann et Strauß, qui jouissent depuis toujours de la meilleure réputation, affirment que les séjours de cette saison seront équivalents à ceux des saisons précédentes. Ici, le prix de la pension a été adapté aux conditions actuelles, malgré la forte augmentation des prix alimentaires, afin que chacun puisse se permettre de passer là ses jours de cure et de repos.

Ainsi, c'est un devoir pour tous nos coreligionnaires, en ces temps difficiles, de ne considérer que les maisons juives. »
Avant 1940, 95 habitants juifs de Brückenau ont fui la ville pour se réfugier soit dans des grandes villes allemandes (58 se sont installés à Francfort-sur-le-Main, 8 à Fulda, 3 à Hambourg et à Munich), soit pour émigrer (13 ont rejoint les États-Unis, 7 l'Afrique du Sud, 5 se sont installés en Palestine, 3 en Angleterre et 1 aux Pays-Bas).
Lors de la nuit de Cristal, du 9 au 10 novembre 1938, la synagogue et le bâtiment de l'école juive sont incendiés et fortement endommagés. Tout le mobilier est détruit. Les hôtels appartenant aux Juifs sont pillés et incendiés par les membres des SA et des SS. Les hommes juifs qui restaient encore en ville, sont arrêtés et envoyés au camp de concentration de Dachau. Après leur retour, le nombre d'habitants juifs de la ville diminue rapidement: 42 au début de 1939, 13 en juillet 1939. Les 7 derniers habitants juifs de Brückenau sont déportés en 1942 vers le camp de concentration d'Izbica dans le district de Lublin en Pologne et à Theresienstadt.
Le mémorial de Yad Vashem à Jérusalem a identifié 37 victimes juives du nazisme, parmi les personnes nées à Brückenau ou ayant résidé longtemps dans la ville.

## Historique de la synagogue

### La première synagogue
La première salle de prière existe depuis la fin du XVIe siècle, quand environ dix familles juives vivent en ville.  En 1628, pendant la guerre de Trente Ans, la communauté juive demande l'autorisation d'utiliser leur salle de prière et l'école. Après cette date, le nombre de Juifs dans l'évêché de Fulda diminue et en 1671, les Juifs sont expulsés de Brückenau, mettant fin à la vie juive dans la ville.
Au XVIIIe siècle, les familles installées à Brückenau, se rendent pour les offices à Unterriedenberg ou Züntersbach. À partir de 1763, les familles juives auraient organisé une école dans une maison privée et utiliseraient ce lieu comme synagogue pour les fêtes. Mais n'ayant aucune autorisation, cette synagogue secrète doit fermer en 1767. Deux ans plus tard, en 1769, Heyum Joseph obtient cependant l'autorisation d'ouvrir un oratoire privé et cette petite synagogue devient le lieu de prière officiel des juifs de la ville. Comme la population juive reste faible, cette simple salle de prière reste suffisante jusque dans les années 1870.
Lors du grand incendie de la ville en 1876, la salle de prière existante est détruite. En 1878, Emanuel Cahner achète un terrain pour y bâtir une synagogue, mais la synagogue ne sera pas construite sur ce terrain. Les dons reçus pour la construction de la synagogue après l'incendie de la ville, se montent à 15 000 marks, seulement suffisant pour l'achat d'un bâtiment au 24 Unterhainstraße, où vont être installées l'école juive et une salle de prière, qui, en 1896, permettra d'accueillir 16 hommes et 19 femmes.

### 1913: construction d'une nouvelle synagogue
Après 1900, la salle de prière devient nettement insuffisante et il est décidé de bâtir une synagogue vraiment représentative. En 1907, une collecte nationale est lancée parmi toutes les communautés juives du Land de Bavière. En 1909, les plans de la synagogue sont approuvés et le coût estimé de la construction s'élève à 4 000 marks pour le bâtiment et à 6 000–8 000 marks pour les aménagements intérieurs. La construction est entièrement financée par les fonds récoltés car les subventions demandées à plusieurs reprises à l'état ont toutes été refusées. 

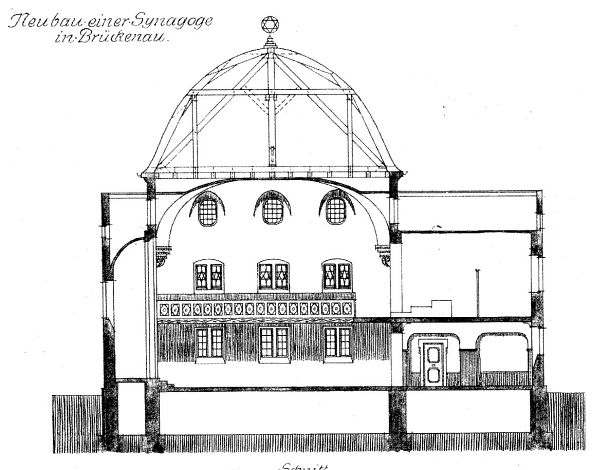
Vue côté Sud
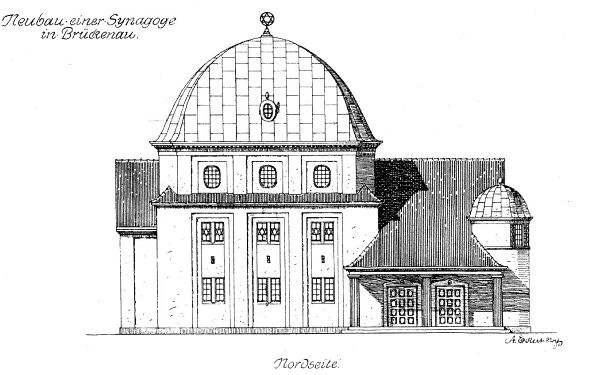
Vue côté Nord
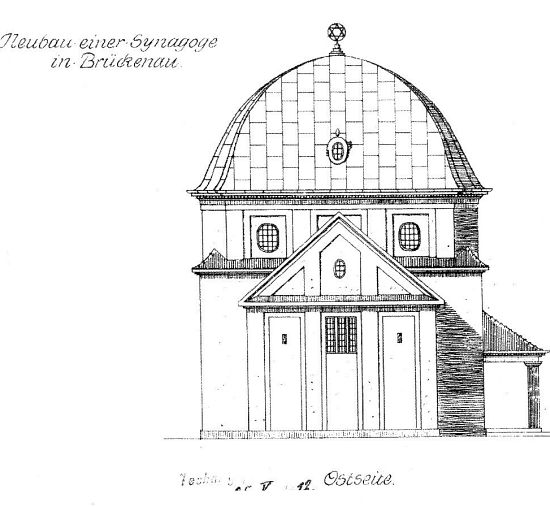
Vue côté Est
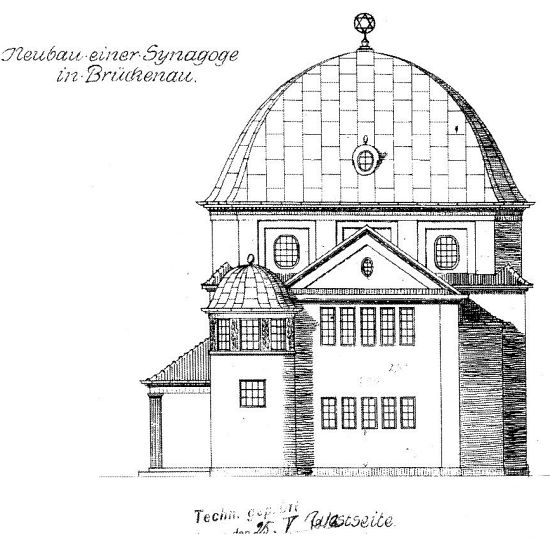
Vue côté Ouest

La construction débute après de longues préplanifications qui vont durer de 1911 à 1913. La synagogue est inaugurée le 28 août 1913. Lors de la consécration, un public nombreux est présent et le maire Reinwald promet la protection de la ville pour la synagogue. L'inauguration est décrite dans les journaux de la communauté juive allemande, et plus particulièrement dans le magazine Der Israelit : 
« Le désir longtemps chéri de la communauté de Brückenau pour une nouvelle synagogue est désormais devenu réalité. Après des demandes répétées de subventions de fonds publics, rejetées en raison de l'absence d'un besoin urgent, la communauté a décidé de construire une nouvelle synagogue sur ses fonds propres. Un terrain à bâtir, situé à proximité de l'ancienne synagogue a été acquis, et après pas tout à fait six mois, la construction a été achevée avec une belle coupole qui embellit l'image de la ville.

Le 28 août à 3 heures de l'après-midi, les invités d'honneur se sont rassemblés avec les membres de la communauté devant l'ancienne synagogue. Ils se sont rendus alors en procession solennelle de l'ancienne synagogue à la nouvelle, devant laquelle, Nathan Grünebaum, le président de la communauté a tenu un discours remerciant les autorités étatiques et municipales de leur participation.  
Après que Mlle Rosa Lion ai remis de façon poétique les clefs de la synagogue, le baron von Ruffin, le chef du district au nom des pouvoirs publics et du bourgmestre, et Reinwald, le commissaire d'arrondissement au nom de la ville, ont souhaité du succès au nouveau bâtiment, et aussi lui ont assuré une vigilance constante. Ensuite, le rabbin du district, le Dr Bamberger de Kissingen, a procédé à l'ouverture de la porte de la synagogue. L'entrée s'est faite sous les chants d'hommage, avant que ne débutent les cérémonies traditionnelles. 

La petite ville s'était parée de riches ornements et de drapeaux pour la fête. »

### Les oratoires dans les hôtels Kaufmann et Strauß à Bad Brückenau
En plus de la synagogue, les hôtels juifs Kaufmann, ouvert en 1876, et Strauß, ouvert en 1900, possèdent chacun leur propre salle de prière privée. Strictement cachères, ils sont fréquentés par une clientèle de curistes orthodoxes. En 1909, l'hôtel Kaufmann inaugure au cours d'une fête spéciale un nouveau rouleau de Torah.

### La période nazie
Avec l'arrivée au pouvoir des nazis, la vie cultuelle de la communauté juive devient limitée. En juillet 1936, du fait de l'existence d'une synagogue, la tenue d'offices dans les hôtels est interdite. Le rabbinat du district tente en vain de faire abroger cette loi en soulignant que le chemin pour se rendre à la synagogue pour les personnes âgées ou malades est trop pénible. 
Lors de la nuit de Cristal du 9 au 10 novembre 1938, la synagogue et le bâtiment de l'école juive sont incendiés et gravement endommagés. Le responsable local des SA a lui-même mit le feu à la synagogue avec des bottes de foin imbibées d'essence.         
Après 1945, le bâtiment de la synagogue a été restauré, mais sans reconstruire le dôme qui s'était écroulé. Le bâtiment ainsi que celui de l'école ont été transformés en locaux commerciaux et de bureaux.

## Mémoriaux

### Plaques commémoratives
En 1987, un monument commémoratif est inauguré, dans le nouveau cimetière chrétien, à la mémoire de la communauté juive de Bad Brückenau, disparue en 1939.
Le 4 avril 2001, une petite plaque fixée sur le mur de l'ancienne synagogue est dévoilée par Thomas Ullmann, bourgmestre de Bad Brückenau et par le Dr. Josef Schuster, président de la communauté juive de Würzbourg. Pour la communauté catholique, Reinhold Schramm au nom vicaire Sven Johannsen prononça un petit discours:
« Avec les évènements de novembre 1938, la persécution des Juifs par l'Allemagne hitlérienne prit une nouvelle dimension. Des magasins et des maisons appartenant aux Juifs ont été démolis; Le 10 novembre 1938, de la Unterhainstraße, je pouvais voir de loin, de la fumée et des flammes qui sortaient de la toiture en dôme de la synagogue. Une grande injustice a été faite aux Juifs. Il est heureux que la ville de Brückenau dévoile cette plaque commémorative. »
Le texte de la plaque est assez laconique:
« Ici s'élevait
L'ancienne synagogue
De la communauté juive
De Bad Brückenau
Nous nous souvenons de la nuit de l'incendie
Le 9 novembre 1938, ainsi que
Des souffrances de nos concitoyens juifs
 Et de toutes les victimes
 Du troisième Reich.

La ville de Bad Brückenau. »

### Stolpersteine
Les Stolpersteine (pierres qui fait trébucher) sont des pavés insérés dans la chaussée devant la dernière habitation connue d'une victime du nazisme, sur lesquels est fixée une plaque de cuivre indiquant le nom, la date de naissance et la date de décès, si elle est connue, de la personne. Ces pierres du souvenir ont été développées par l'artiste de Cologne, Gunter Demnig, qui a reçu pour ce projet le Verdiensorden (ordre du mérite) de la République fédérale d'Allemagne. Plus de 400 villes en Allemagne, mais aussi des villes en Autriche, Belgique et Hongrie, ont procédé à l'installation de Stolpersteine, certaines villes non seulement pour les Juifs assassinés, mais aussi pour les autres victimes du nazisme, les Tsiganes, les homosexuels les communistes et les résistants.
En mai 2008, le parti Freie Burger et le FDP (Freie Demokratische Partei; Parti libéral-démocrate) présentent au conseil municipal de Bad Brückenau, une proposition pour la pose de Stolpersteine devant les maisons des victimes du nazisme à l'occasion des cérémonies commémoratives du 8 novembre. Cette demande est repoussée sous prétexte que le projet n'avait été discuté qu'avec l'administration et que le conseil municipal n'en avait pas été informé.
D'après Adelheid Zimmermann, second maire adjoint, leur nombre serait de 36 si on se base sur le livre Letzte Spuren von Deutschen jüdischen Glaubens im Landkreis Bad Kissingen (Les dernières traces de la religion juive allemande dans l'arrondissement de Bad Kissingen) de Cornelia Binder et de Michael (Mike) Mence, ou 42 en se basant sur le livre du père Ulrich Debler Die jüdische Gemeinde in Bad Brückenau (La communauté juive à Bad Brückenau).